# Munke Bjergby
Munke Bjergby es una localidad situada en el municipio de Sorø, en la región de Selandia (Dinamarca), con una población en 2012 de unos 327 habitantes.
Se encuentra ubicada a 5 km al sureste de Dianalund y a 11 km al norte de Sorø, en el centro de la isla de Selandia y al suroeste de Copenhague.